# Emoia jamur
Emoia jamur este o specie de șopârle din genul Emoia, familia Scincidae, descrisă de Brown 1991. Conform Catalogue of Life specia Emoia jamur nu are subspecii cunoscute.